# Léon Léon-Dufour
Pour l’article homonyme, voir Léon Dufour.
Léon Léon-Dufour, né le 5 août 1864 à Saint-Sever et mort le 26 novembre 1926 dans la même ville, est un historien et généalogiste français.

## Biographie
Adrien Marie Léon Léon-Dufour naît le 5 août 1864 à Saint-Sever, dans les Landes. Il est le fils de Marie-Emmanuelle Dufour et de Pierre Albert Dufour, médecin et fils de l’entomologiste Léon Dufour. Il étudie à Dax et à Oloron-Sainte-Marie puis il vit à Paris de 1888 à 1892, où il travaille pour la compagnie Omnibus Paris. Il rentre ensuite dans sa ville natale où il s’installe définitivement. 
Il se consacre alors à ses deux passions, l’histoire et la généalogie. S’intéressant aux familles landaises, il est l’auteur de 39 974 notices et de 45 471 fiches généalogiques, qui intègrent, selon sa volonté les collections des archives départementales des Landes, « dont il était un lecteur assidu », en 1939, après sa mort. Il constitue « une collection de documents originaux du xve au xxe siècle », qu’il lègue également aux archives départementales, cette fois de son vivant. Ses travaux constituent au sein des archives départementales la sous-série « I F », notamment grâce au travail de l'archiviste départemental Michel Le Grand (d). Avec Vincent Foix, il tient une part prépondérante dan les fonds généalogiques des archives. 
Il est également l’auteur d’un ouvrage consacré à La vie de Saint Sever, roi des Scythes, martyr et apôtre de Gascogne (publié à Saint-Sever en 1896) et de deux articles du Bulletin de la Société de Borda de 1896 : « Généalogie de la famille de Laborde-Péboué, 1400-1750 » et « Le lieutenant général, comte Lamarque. Il est élu membre titulaire de la Société à l'unanimité lors de la séance du 22 avril 1909 sur proposition de Joseph de Laporterie (d) et du président Jacques-François Abbadie. En juin 1909, il fait don d'herbiers, d'une collection de lichens, des catalogues et plusieurs manuscrits inédits de son grand-père à la bibliothèque du jardin botanique de Bordeaux. Il est vice-président et trésorier du comité départemental landais de la Société française de secours aux blessés militaires. En 1923, il fait don de « documents intéressants » aux archives départementales d'Eure-et-Loir. Il meurt le 26 novembre 1926 à Saint-Sever. Lors de la séance du 10 décembre 1936 de la Société de Borda, le président Ferdinand Puyau lui rend hommage, disant « rien ne manque à sa gloire, il manquait à la nôtre ».

## Publications
Dans le bulletin de la Société de Borda :
- « Généalogie de la Famille de Laborde-Péboué - 1400-1750 », Bulletin de la Société de Borda,‎ 1896, p. 1-27 (lire en ligne)
- « Le lieutenant-Général Comte Lamarque (1770-1832) », Bulletin de la Société de Borda,‎ 1896, p. 59-104 et 145-190 (lire en ligne)